# 24523 Sanaraoof
24523 Sanaraoof este un asteroid din centura principală de asteroizi.

## Descriere
24523 Sanaraoof este un asteroid din centura principală de asteroizi. A fost descoperit pe 1 februarie 2001 la Socorro, New Mexico, în cadrul proiectului LINEAR. Asteroidul prezintă o orbită caracterizată de o semiaxă mare de 2,32 ua, o excentricitate de 0,11 și o înclinație de 4,6° în raport cu ecliptica.